# Bartolomé Esteban Murillo
Bartolomé Esteban Murillo (n. decembrie 1617, Sevilla, Regatul Sevillei⁠(d), Spania – d. 3 aprilie 1682, Sevilla, Regatul Sevillei⁠(d), Spania) a fost un pictor spaniol din sec. al XVII-lea. Este una dintre cele mai importante figuri ale picturii baroce spaniole.

## Viața și opera
Ultimul din cei 14 copii ai unei familii. Tatăl său, Gaspar Esteban, era un bărbier-chirurg, mama sa se numea María Pérez Murillo, Bartolomé a luat numele ei pentru semnarea operelor sale. La moartea părinților, cum era încă un copil, a fost crescut de o soră mai mare, Ana, căsătorită și ea cu un bărbier-chirurg pe nume Juan Agustín de Lagares, cu care Bartolomé a avut o relație foarte bună. S-a format în atelierul lui Juan Castillo, unde a cunoscut pictura flamingă. Din păcate nu se știe nimic despre călătoriile sale în afara Spaniei: se crede că Murillo a cunoscut acest tip de pictură datorită faptului că Sevilia era – în acel timp – un important centru comercial și aceasta a înlesnit contactele populației băștinașe cu negustorii din nordul Europei. Primele sale opere au fost influențate de Zurbarán, Ribera și de Alonso Cano, opere de mare realism și cu un stil deosebit care însă, cu timpul, a suferit o evoluție remarcabilă. Tablourile sale au căpătat importanță și datorită faptului că ele coincideau cu gustul burghez și aristrocratic mai ales în tematicile religioase.
În 1645 a pictat 13 pânze pentru chiostrul bisericii San Francisco el Grande din Sevilia; acestea se numără printre pânzele care i-au adus cea mai mare faimă. S-a căsătorit în același an cu Beatriz Cabrera, cu care va avea, în final, 9 copii. Realizarea celor două tablouri pentru Catedrala din Sevilia au constituit pentru el izvorul inspirației și al specializării în cele două tematici, care i-au adus cea mai mare notorietate: nenumăratele «Preacurata cu Pruncul» și «Imaculata».
După o perioadă de ședere la Madrid între 1658 și 1660, se întoarce în orașul natal, Sevilia, unde intervine în fondarea Academiei de Picturi din Sevilia, împărțind conducerea acesteia cu Herrera el Mozo. În această perioadă de maximă activitate a primit însărcinări importante în orașul său natal: pala pentru mănăstirea Sfântului Augustin, tablourile pentru biserica Santa Maria la Blanca, pala cea mare și capelele laterale ale bisericii mănăstirii franciscanilor capucini, pe care le-a terminat în 1665.
Frescele Bisericii Capucinilor din Sevilia au fost salvate de la distrugere în perioada invaziei franceze din timpul Războiului spaniol de Independență iar mai apoi au fost restaurate de pictorul sevilian Joaquín Bejarano; drept mulțumire, călugării capucini i-au dăruit pânza centrală a palei principale, Extazul de la Porțiuncula a Sfântului Francisc de Assisi, în prezent conservată la Wallraf-Richartz-Museum din Köln.
Murillo este cunoscut și pentru tablourile sale reprezentând fetițe și copii: de la candoarea Fetițelor cu flori la realismul viu al copiilor străzii, a pruncilor de țigani și de cerșetori, lucrări ce constituie un interesant și bogat material pentru studiul vieții populare al epocii. După o serie de lucrări dedicate parabolei Fiului risipitor, a început decorarea bisericii mănăstirii capucinilor din Cádiz, Nuntirea mistică a Sfintei Ecaterina din Alexandria, operă rămasă neterminată din cauza accidentului survenit.
Într-adevăr, în 1681, pe când lucra sus pe schele, s-a prăbușit în gol căzătura i-a adus moartea după câteva luni de suferință. S-a stins din viață pe 3 aprilie 1682.

## Galerie

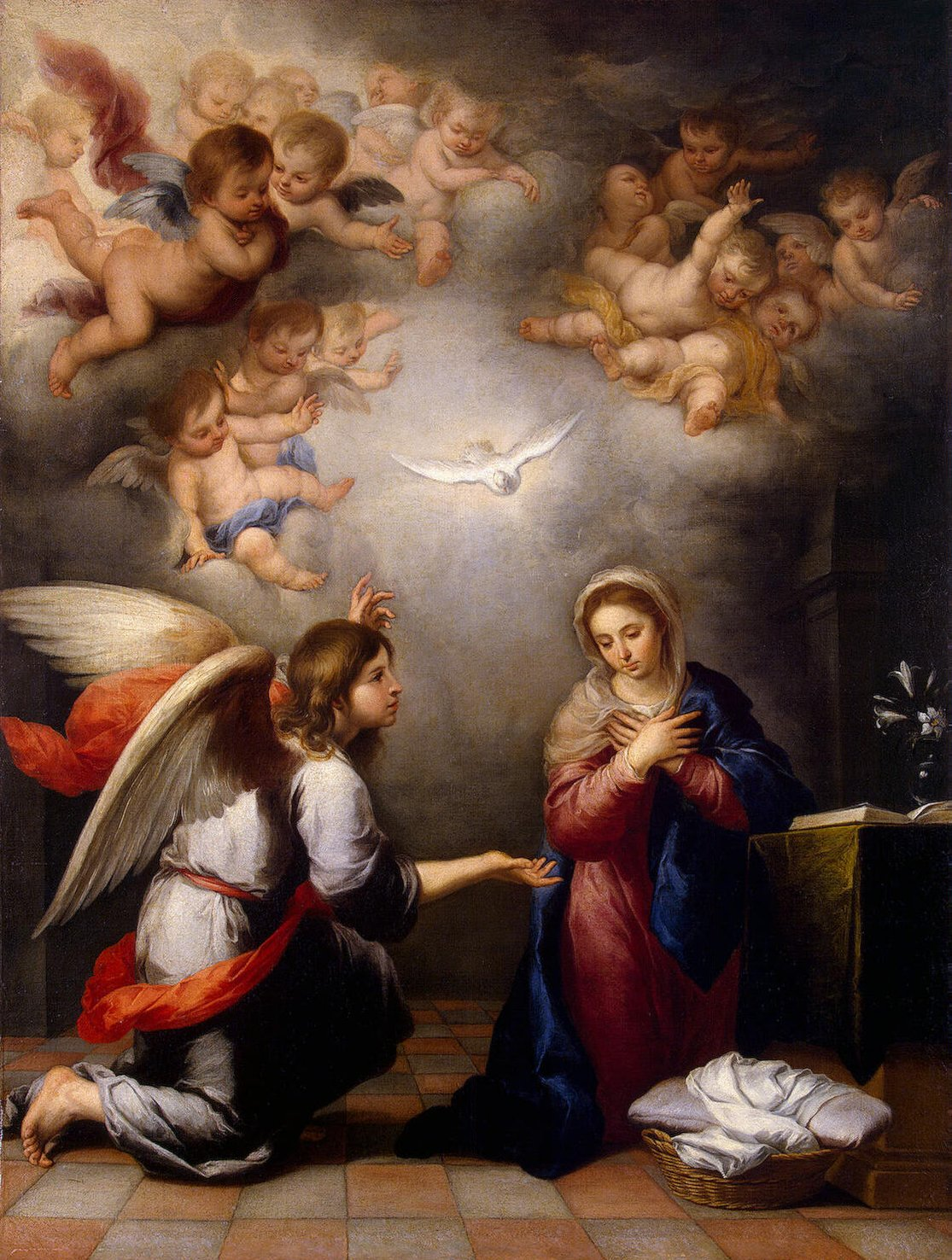
Bunavestire
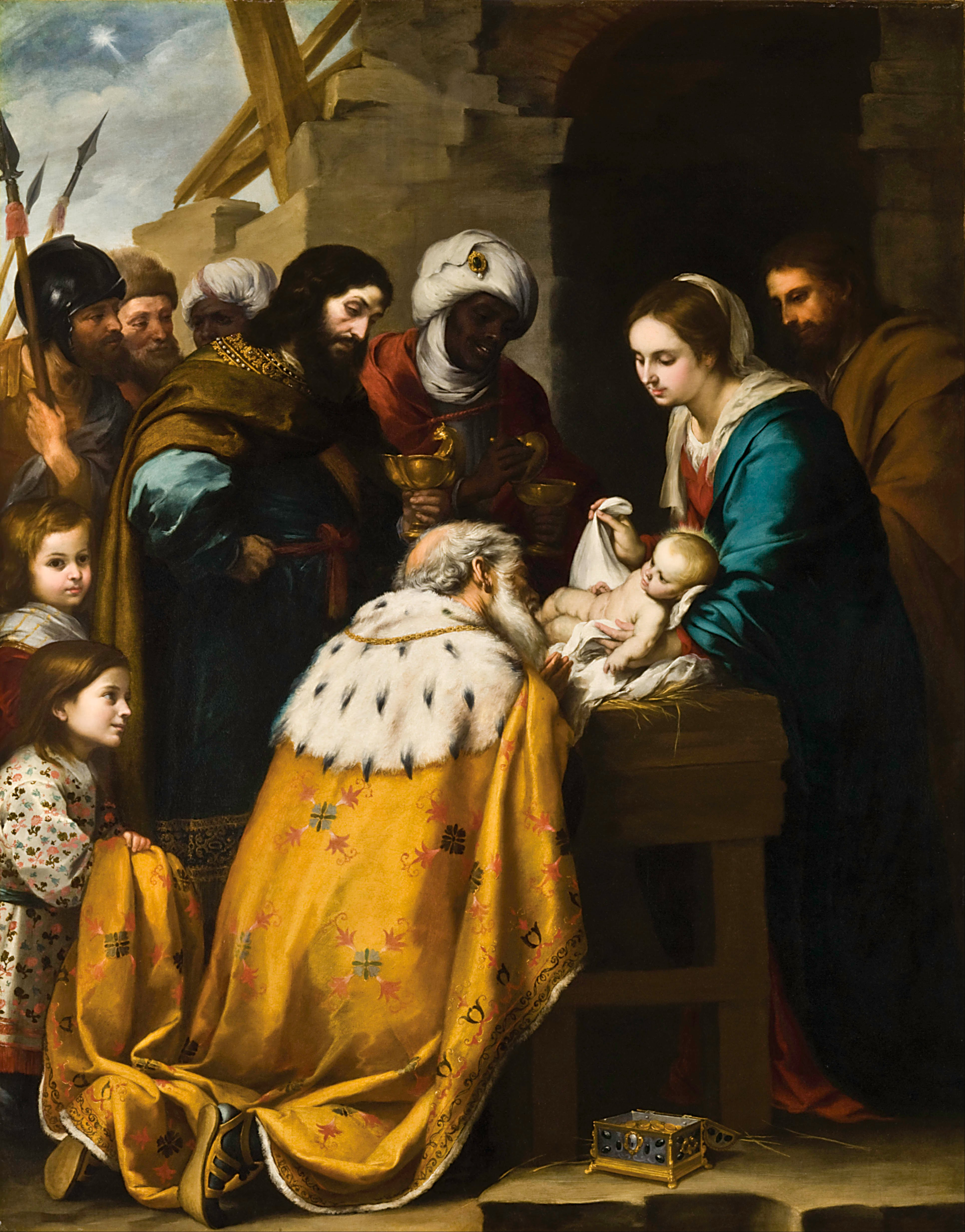
"Adorația Magilor".
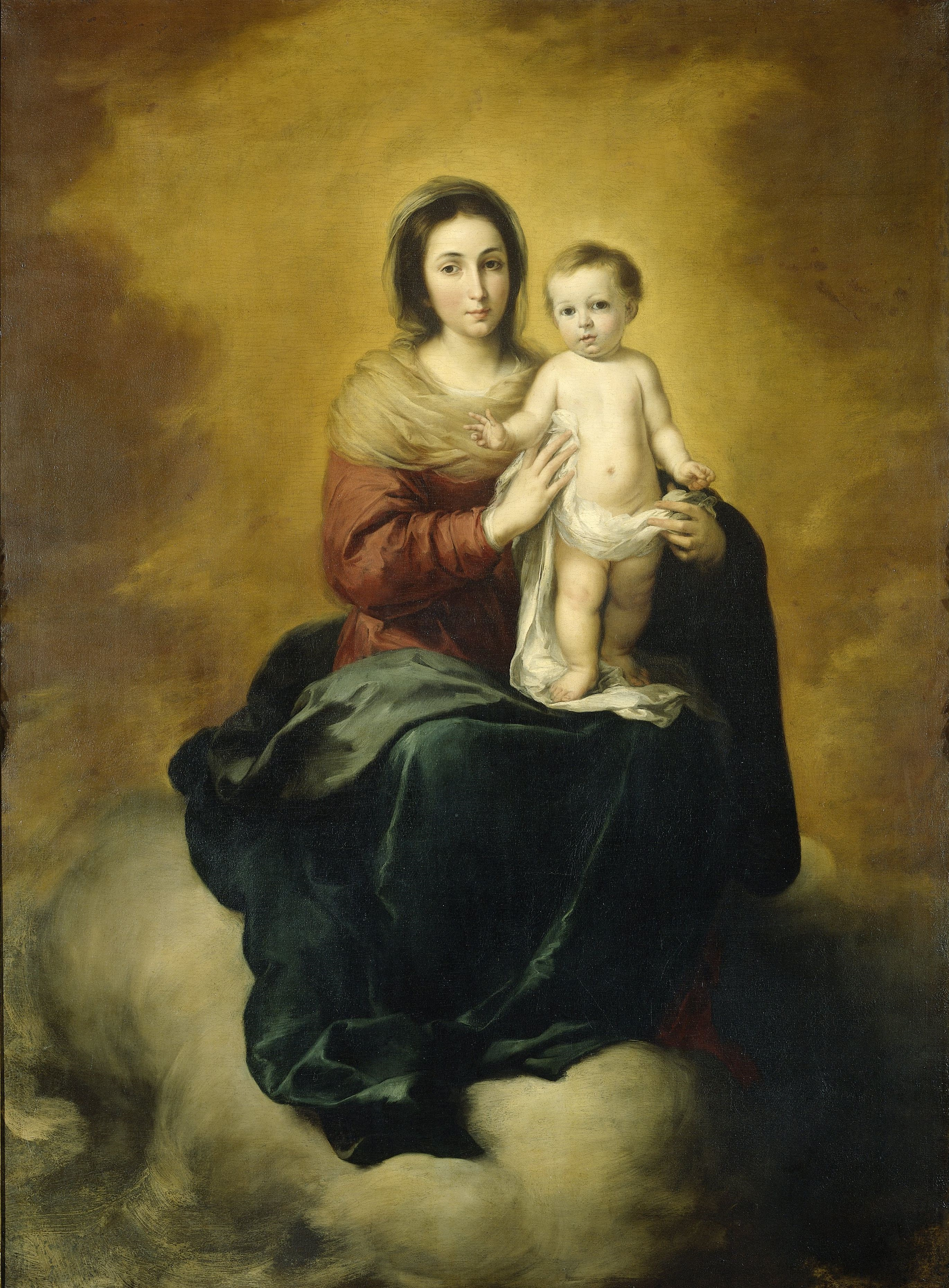
Preacurata (1655-1660)
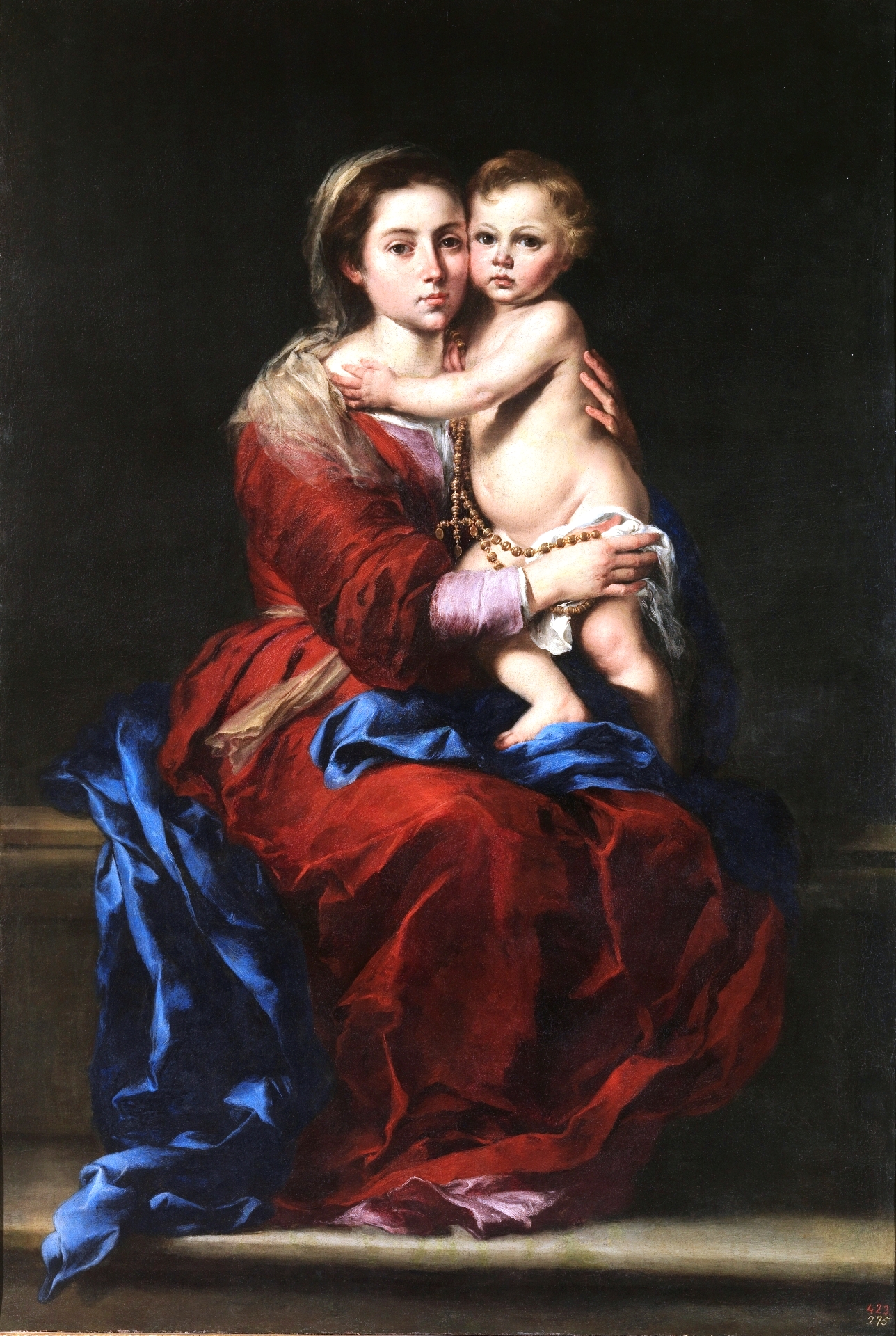
Fecioara Rozariului cu Pruncul
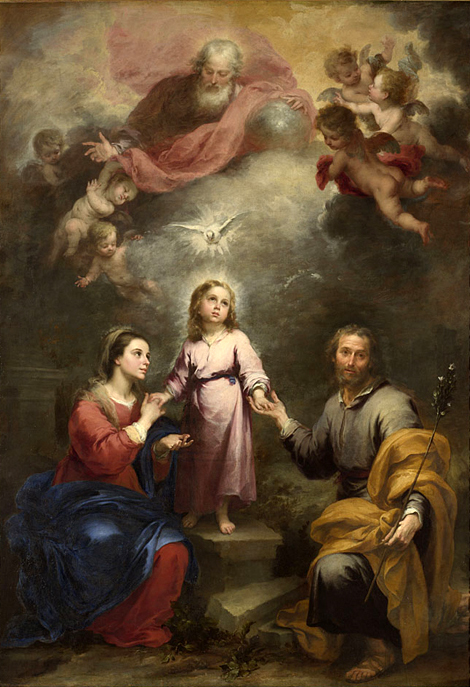
"Two Trinities" (Cele două Treimi)
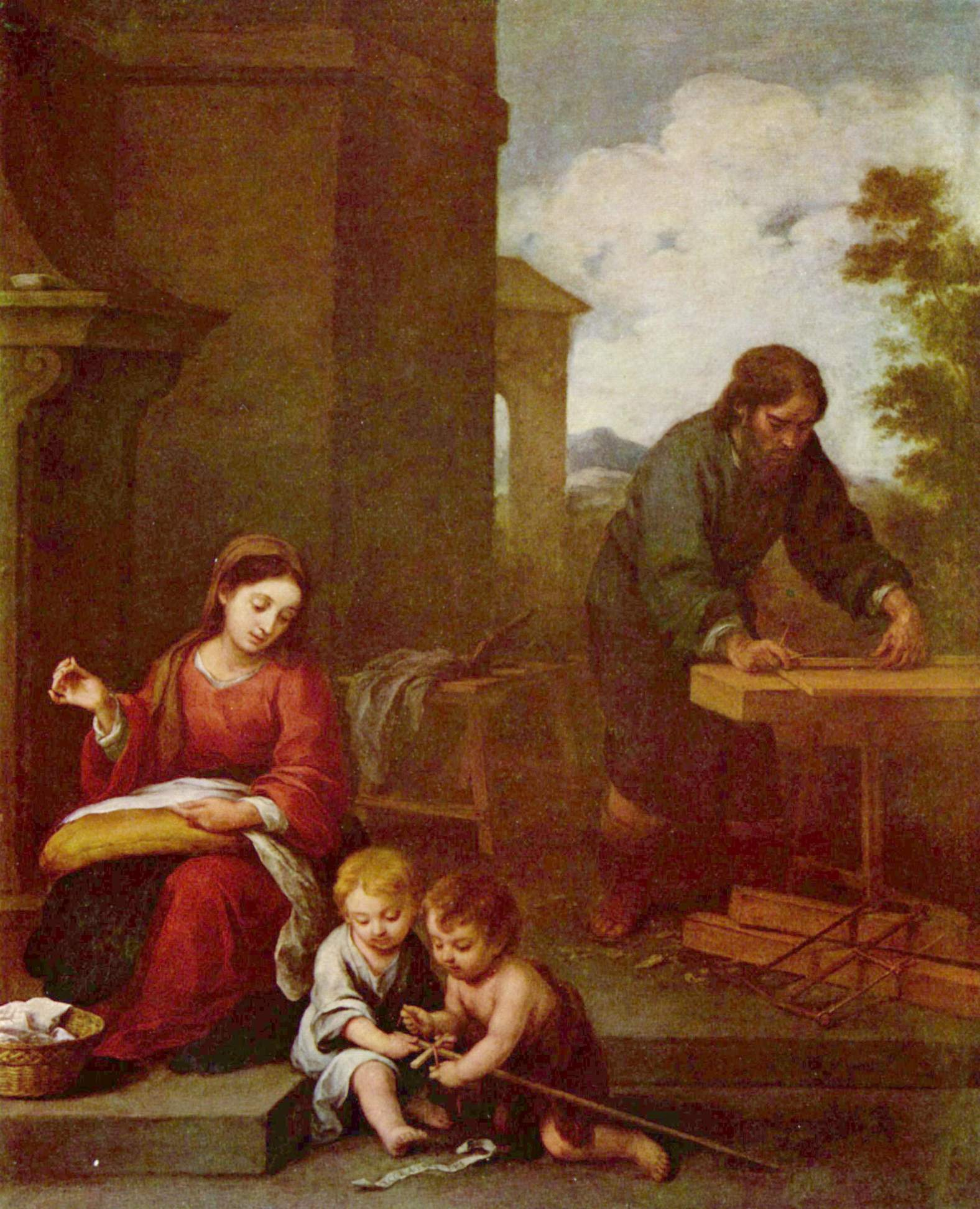
Sfânta Familie cu Ioan Botezătorul, prunc
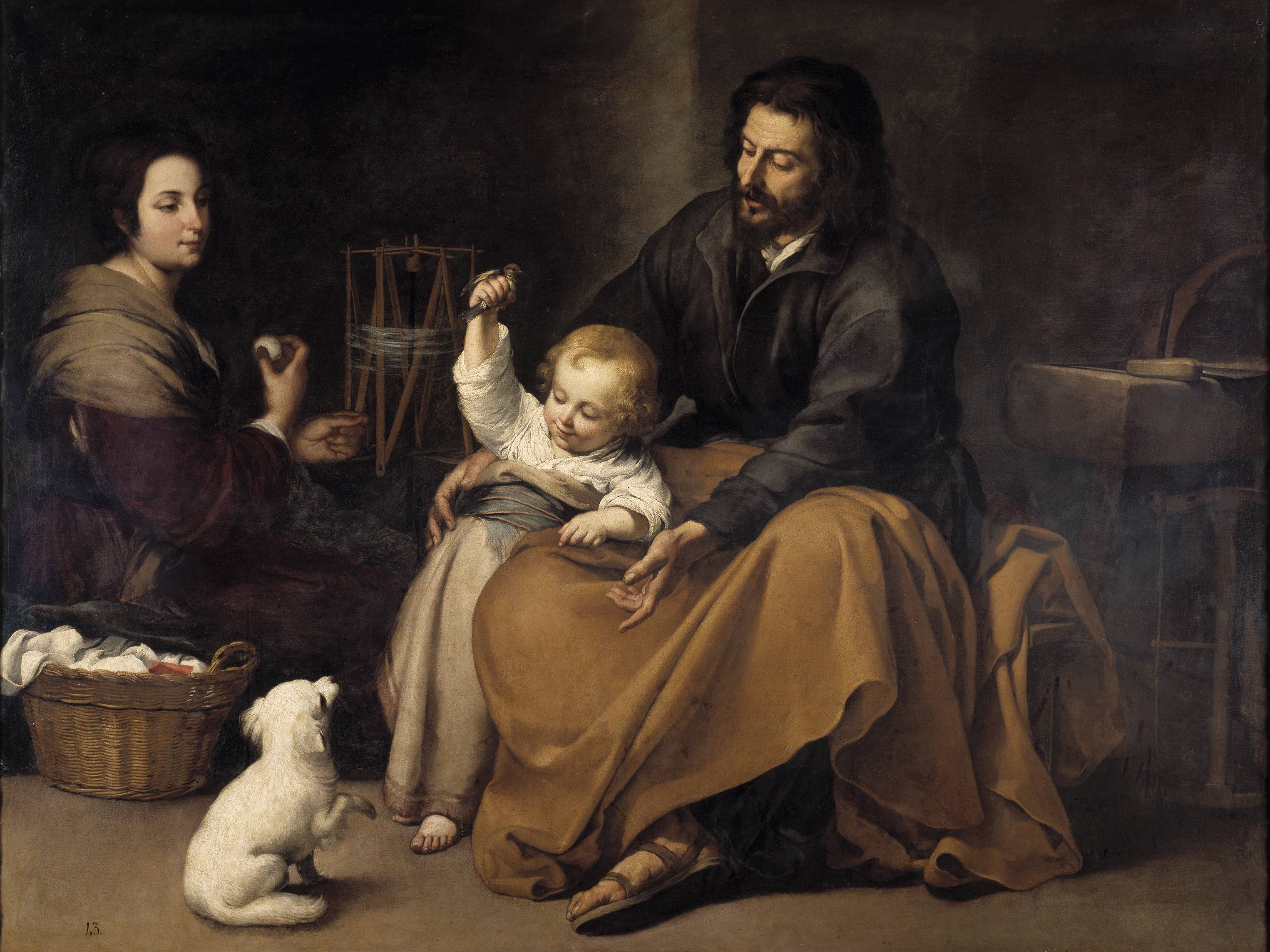
Sfânta Familie cu păsările cerului (1645-1650)
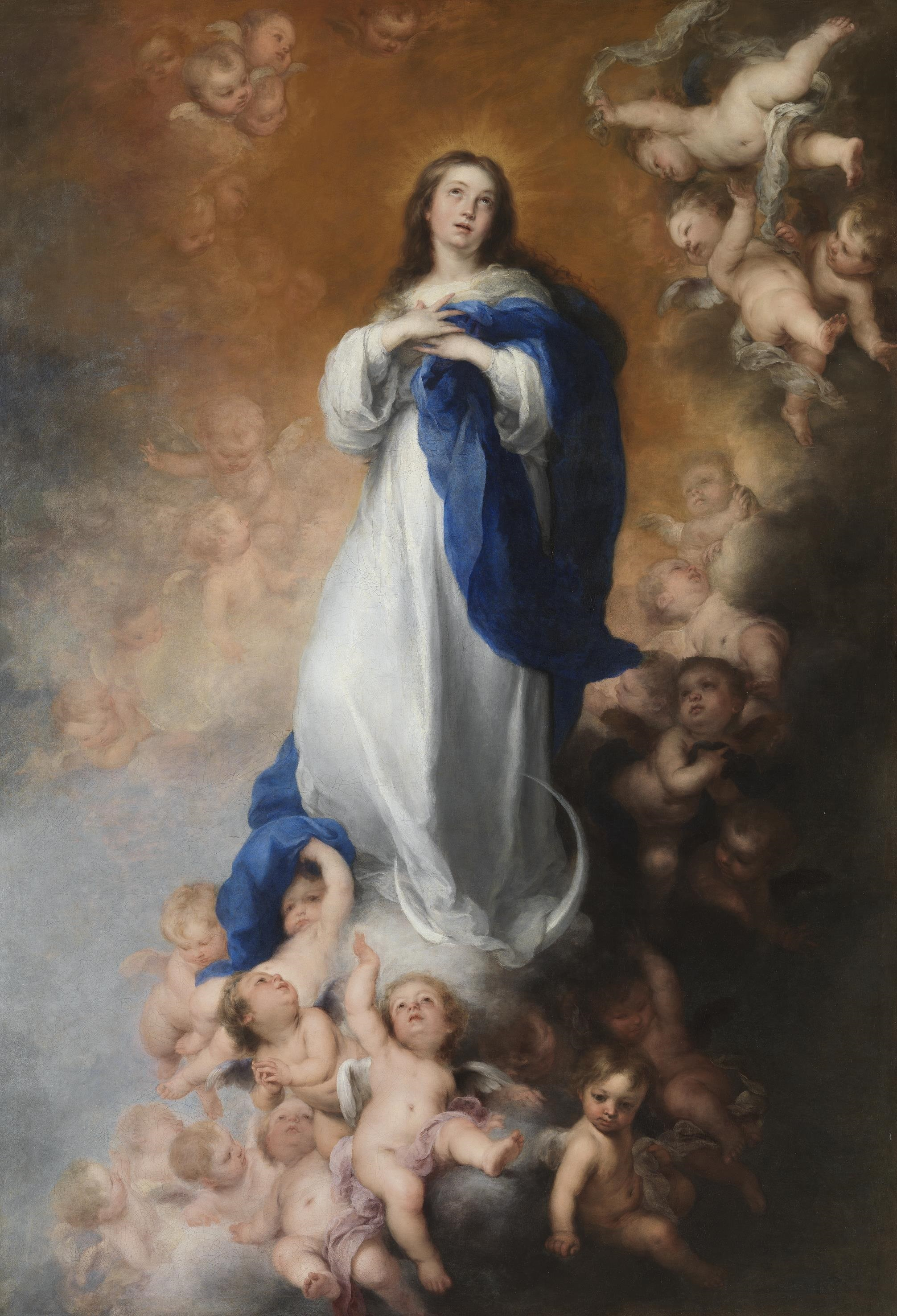
Imaculata de la Soult
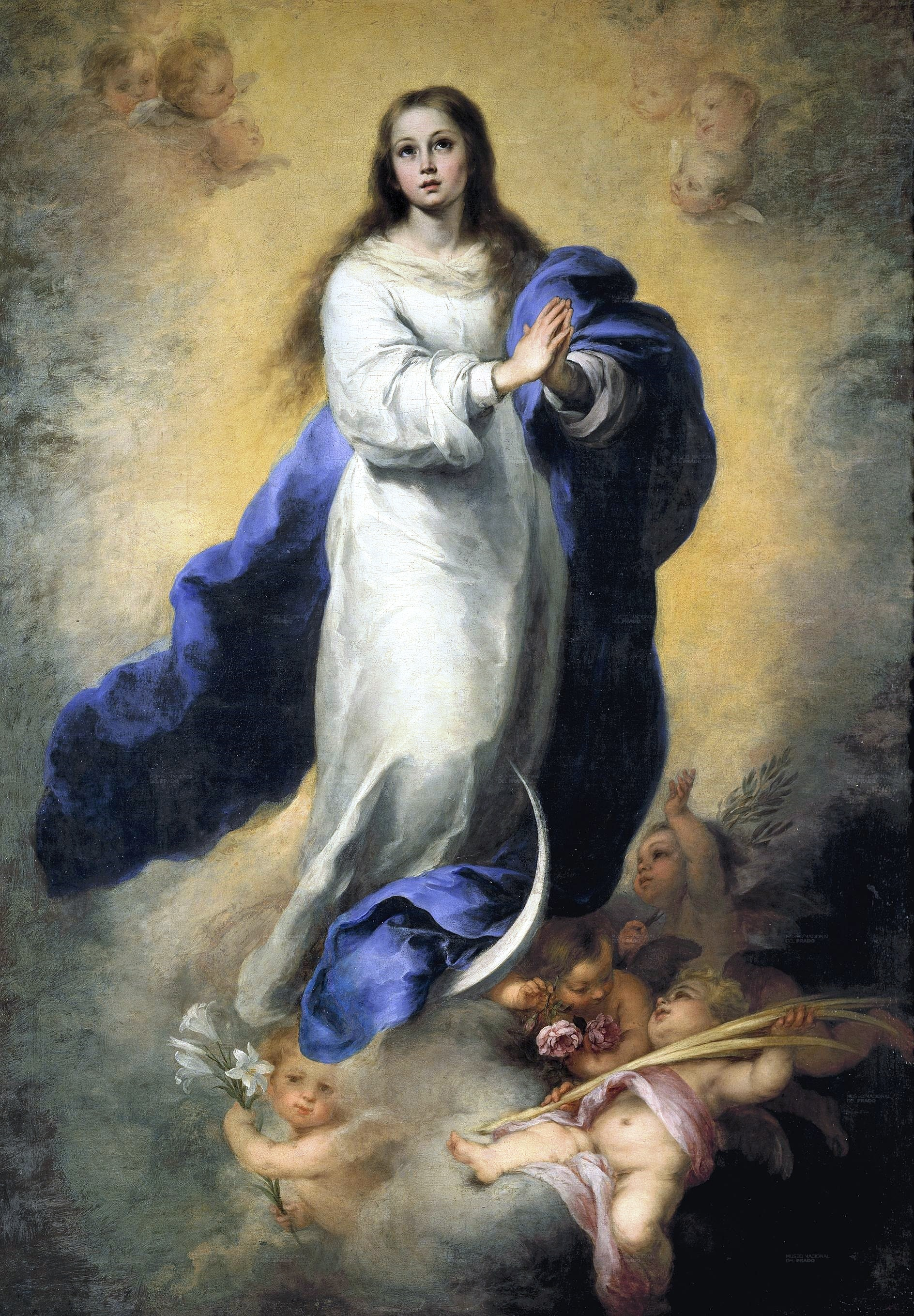
Imaculata, Prado
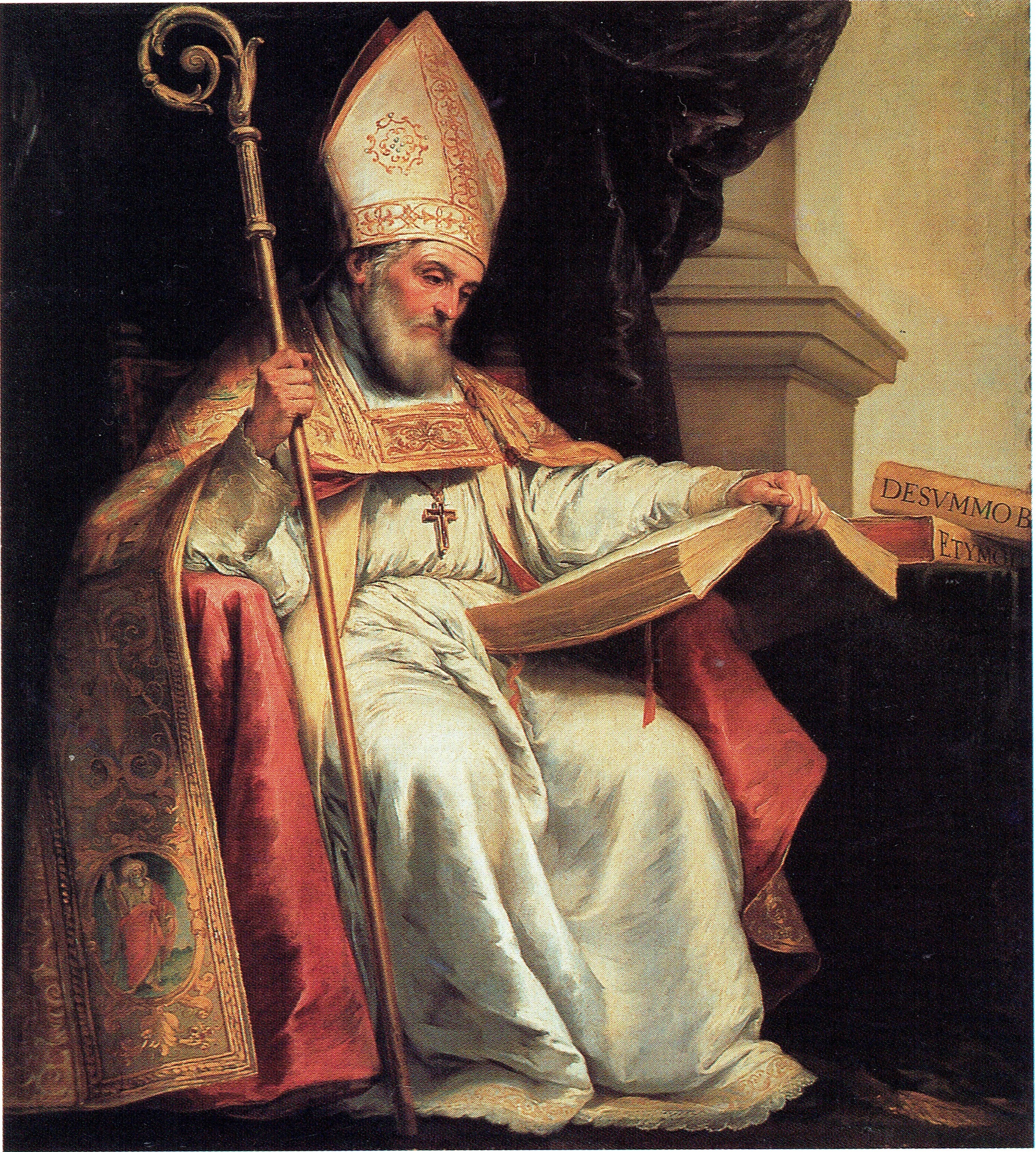
Sfântul Isidor, Catedrala din Sevilia
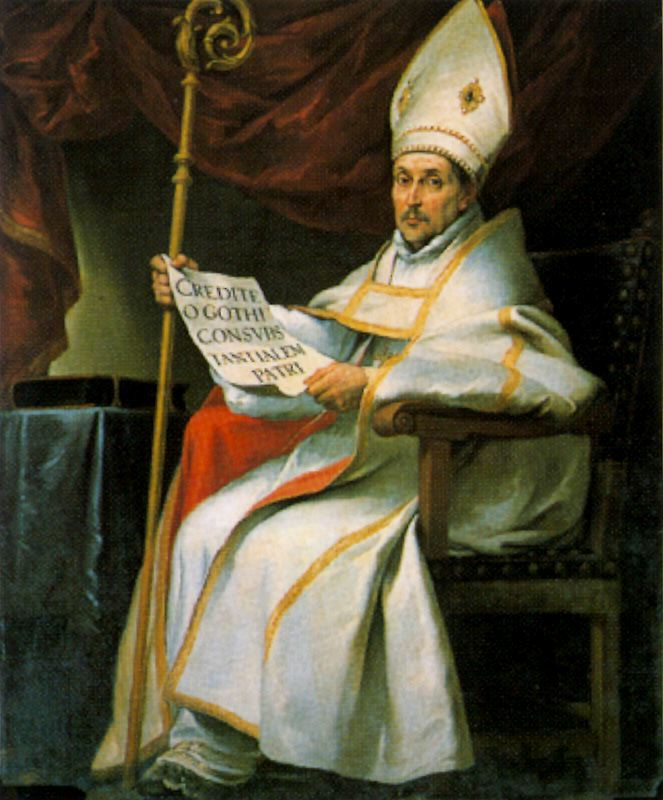
Sfântul Leandru, Catedrala din Sevilia
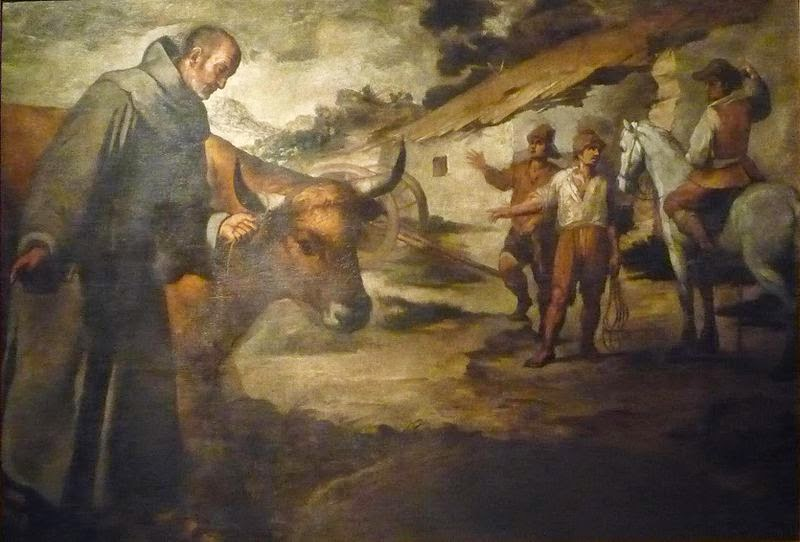
Sfântul Francisc Solano, Alcazar, Sevilia
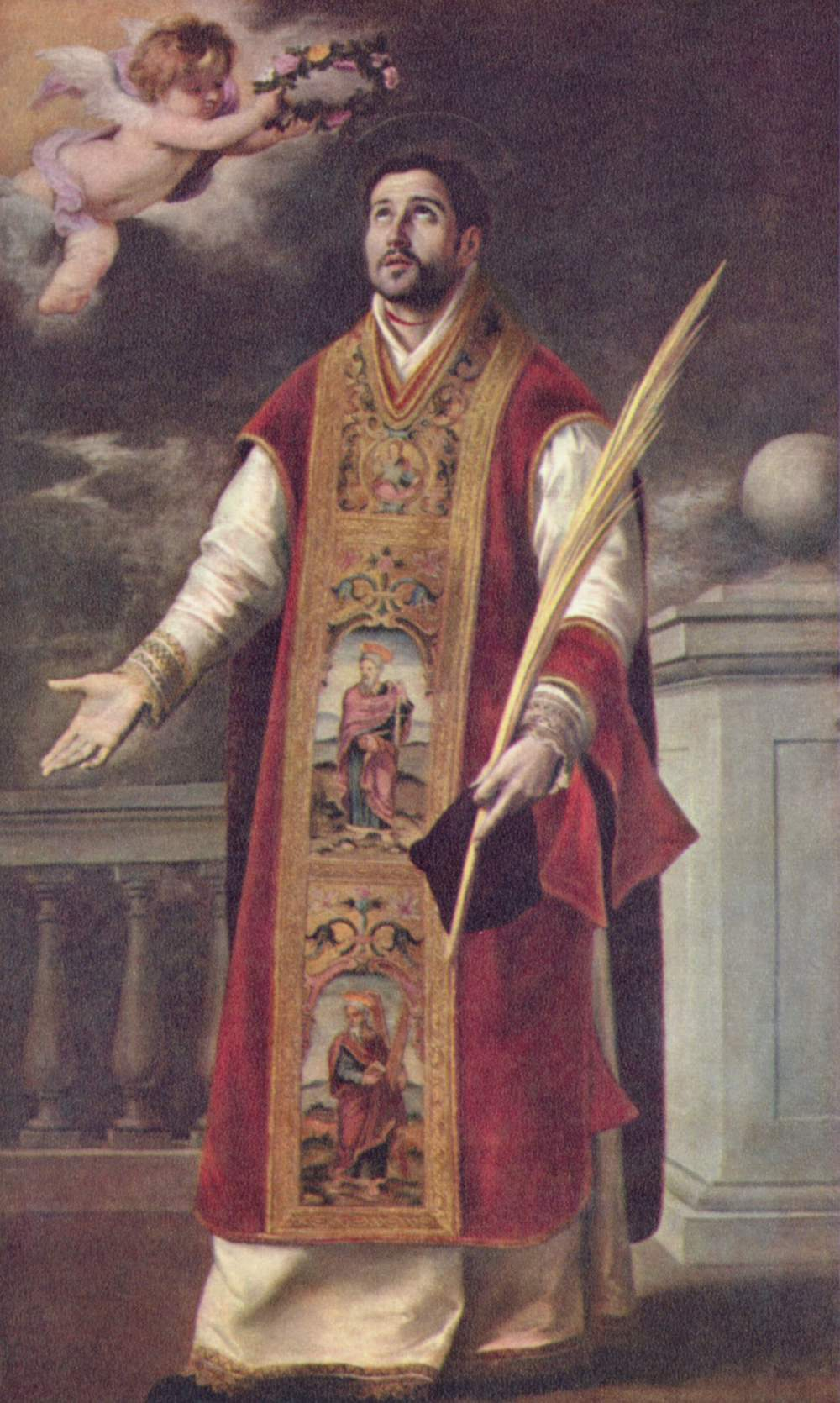
Sfântul Rodriguez (1646-1655)
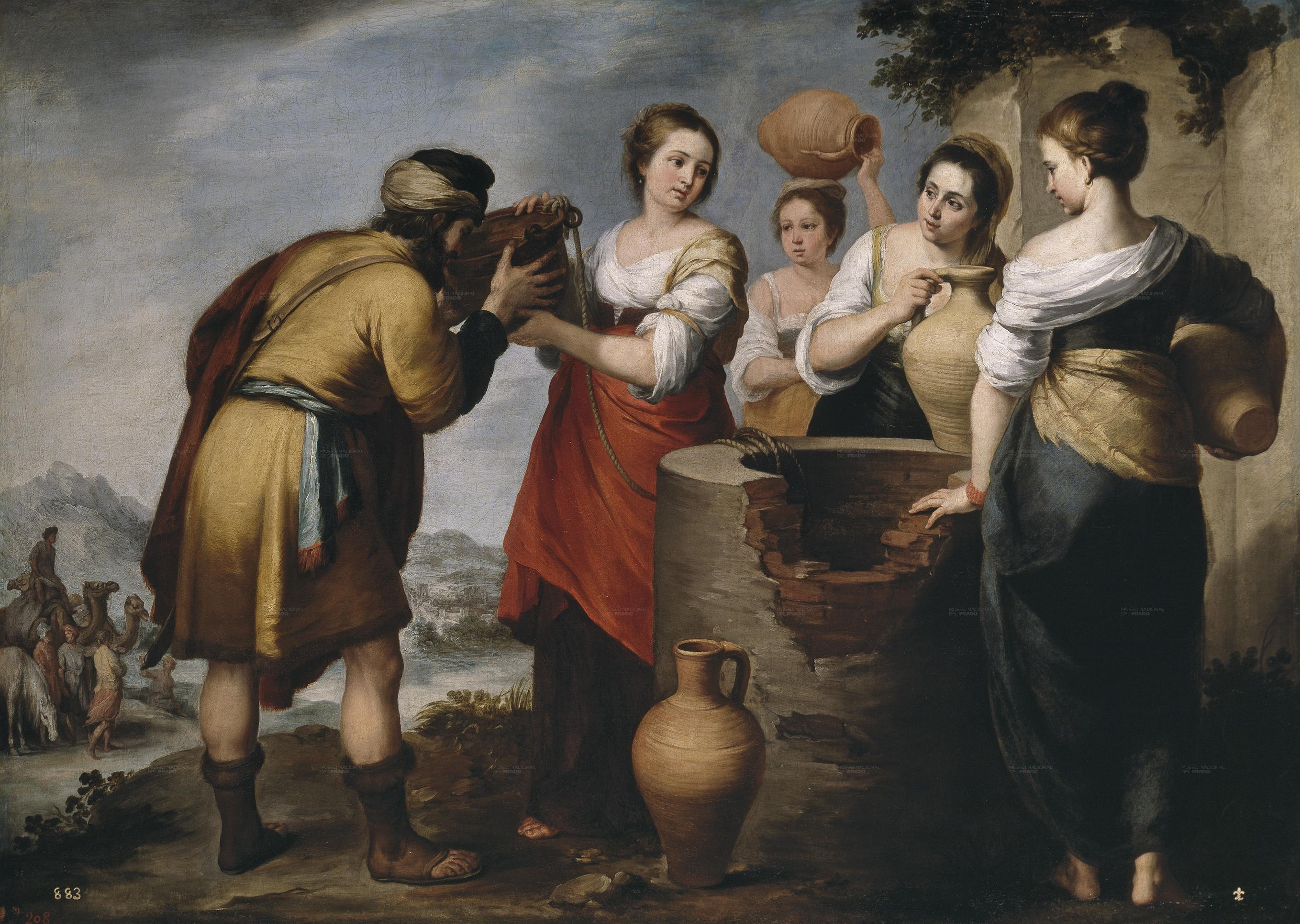
Rebeca și Eliazar
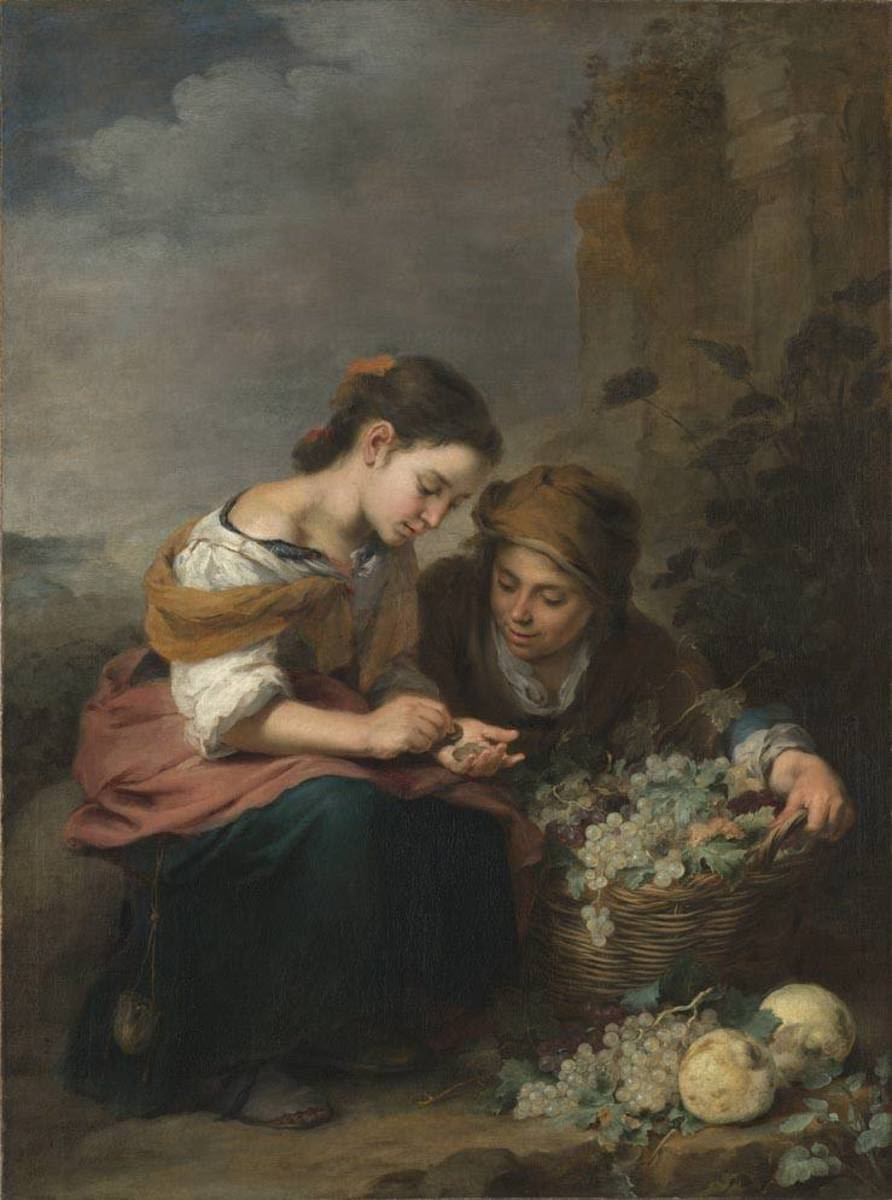
Vânzătoarele de fructe (1670)
Femei la fereastră
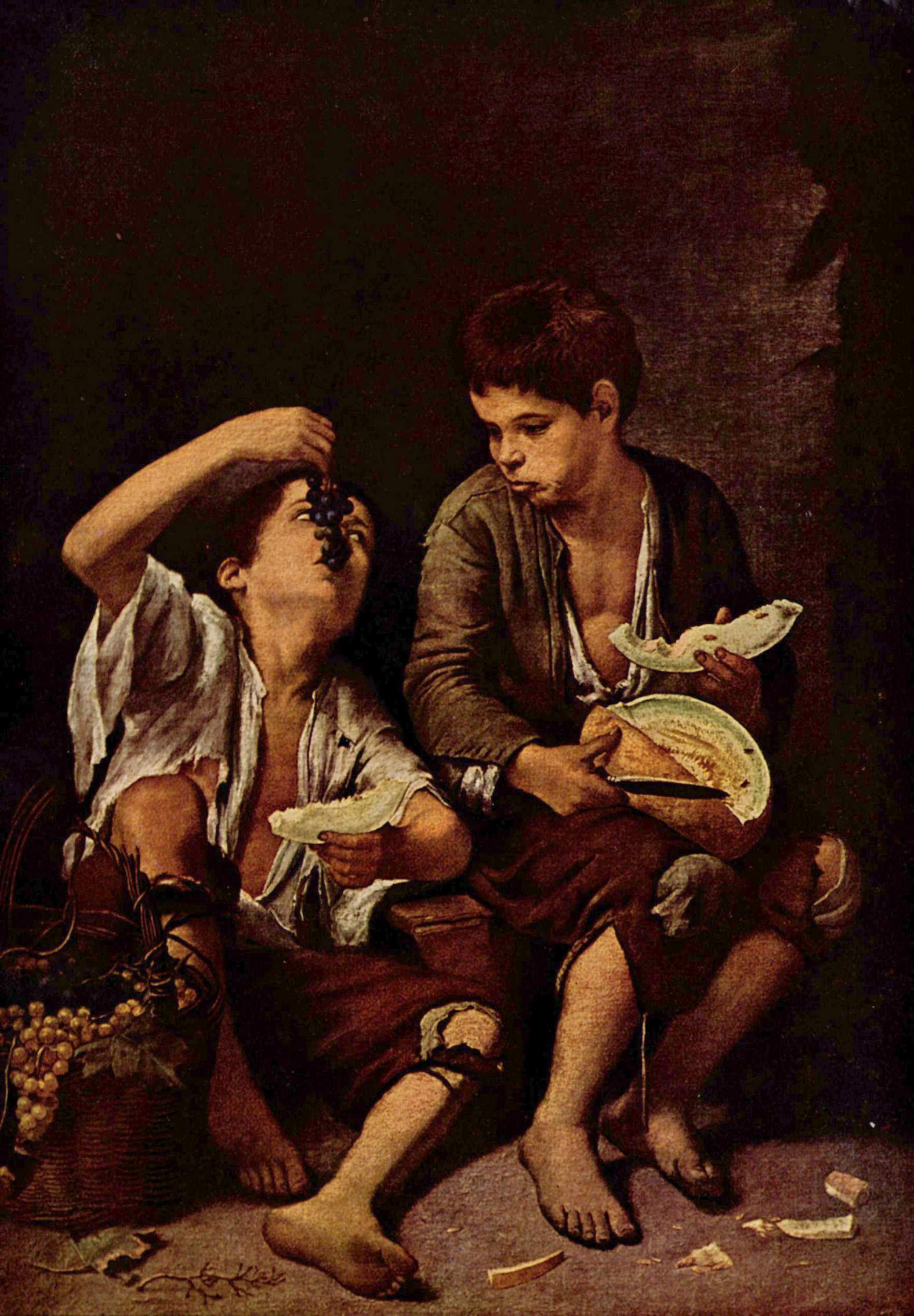
"Doi copii mâncând harbuz și struguri", Alte Pinakothek.
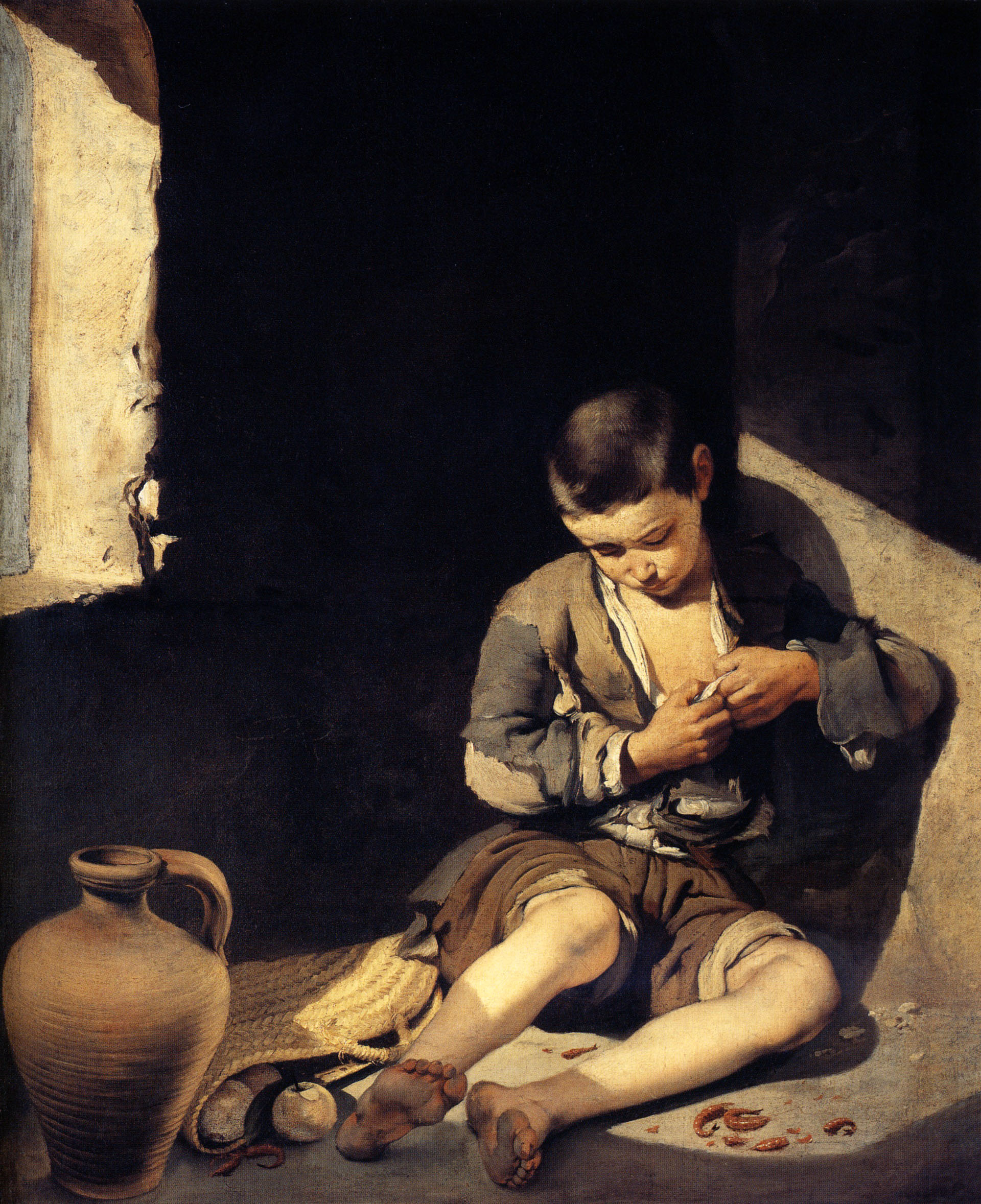
Cerșetorul
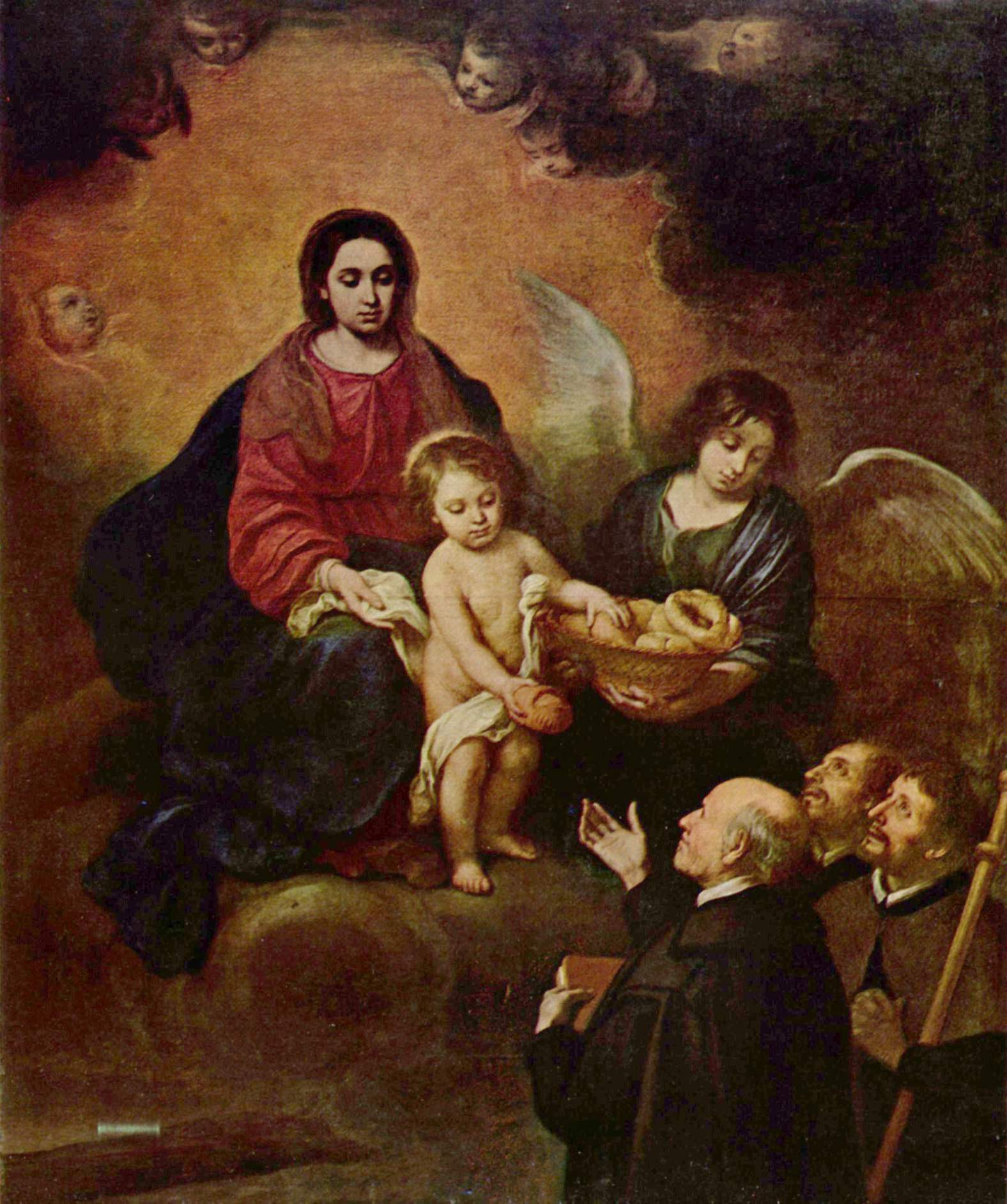
Pruncul Isus oferă pâine (1678)
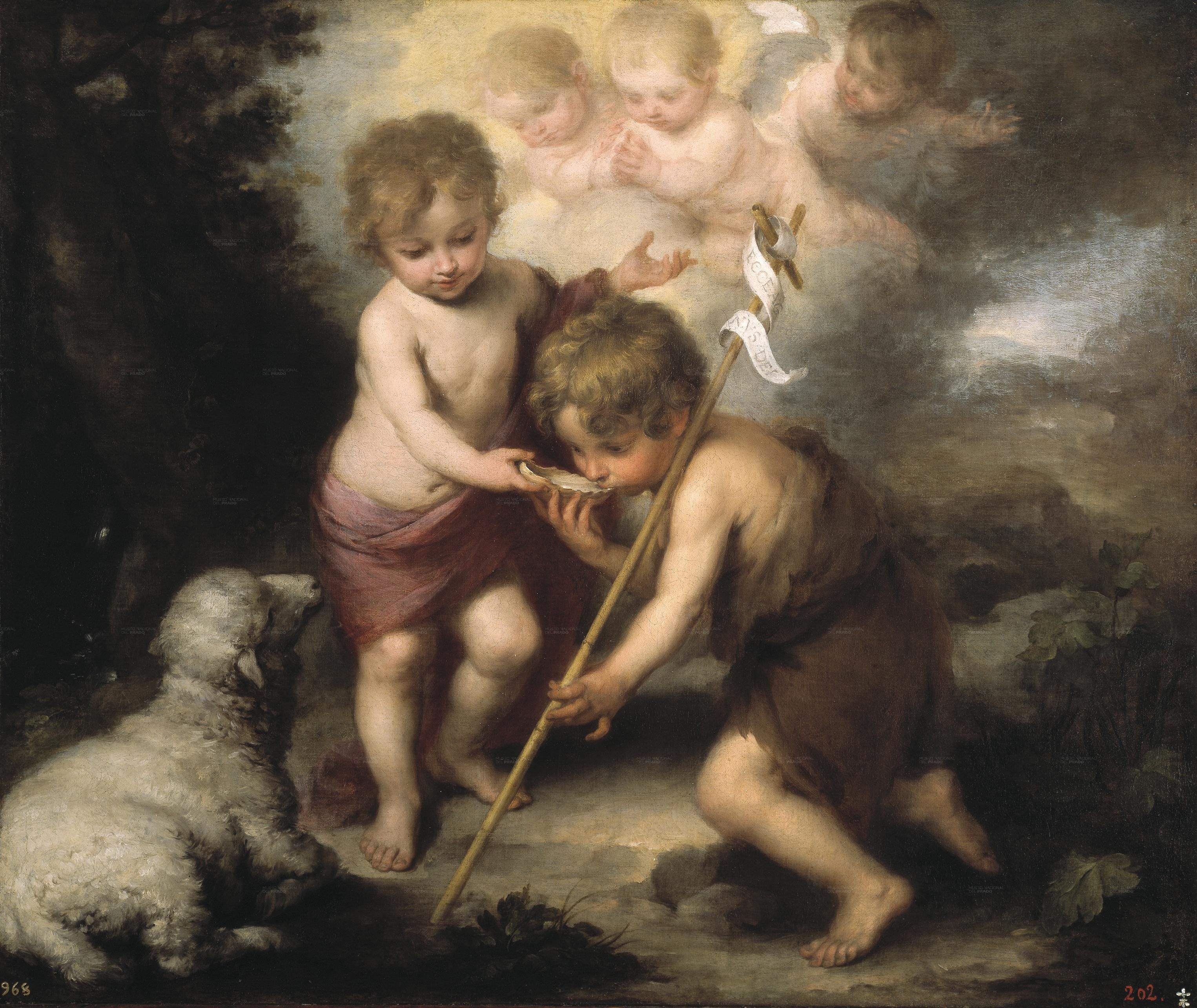
Pruncul Isus și Ioan Botezătorul (1675-1680)
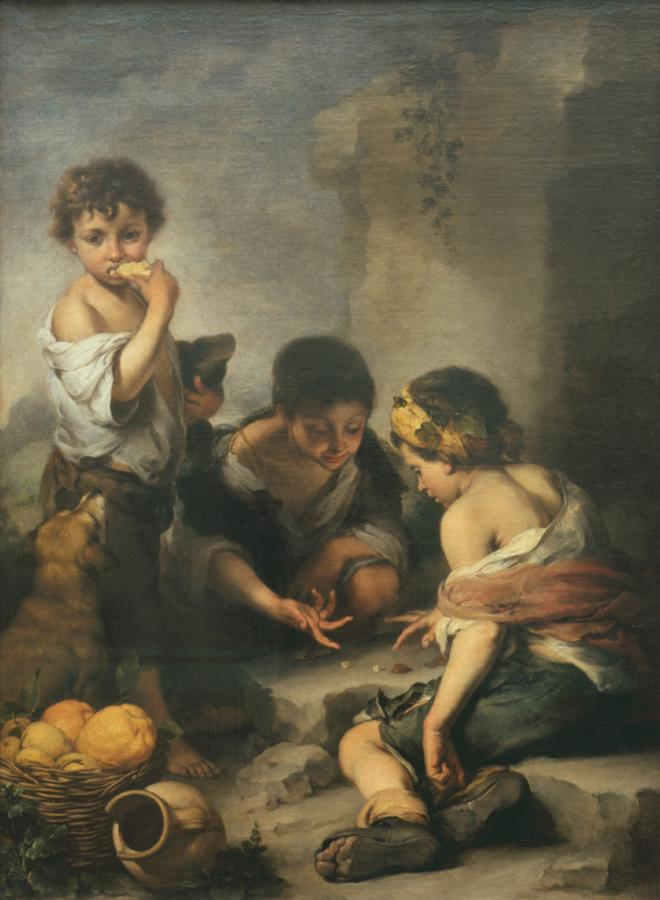
Copii săraci jucându-se (1665-1675)
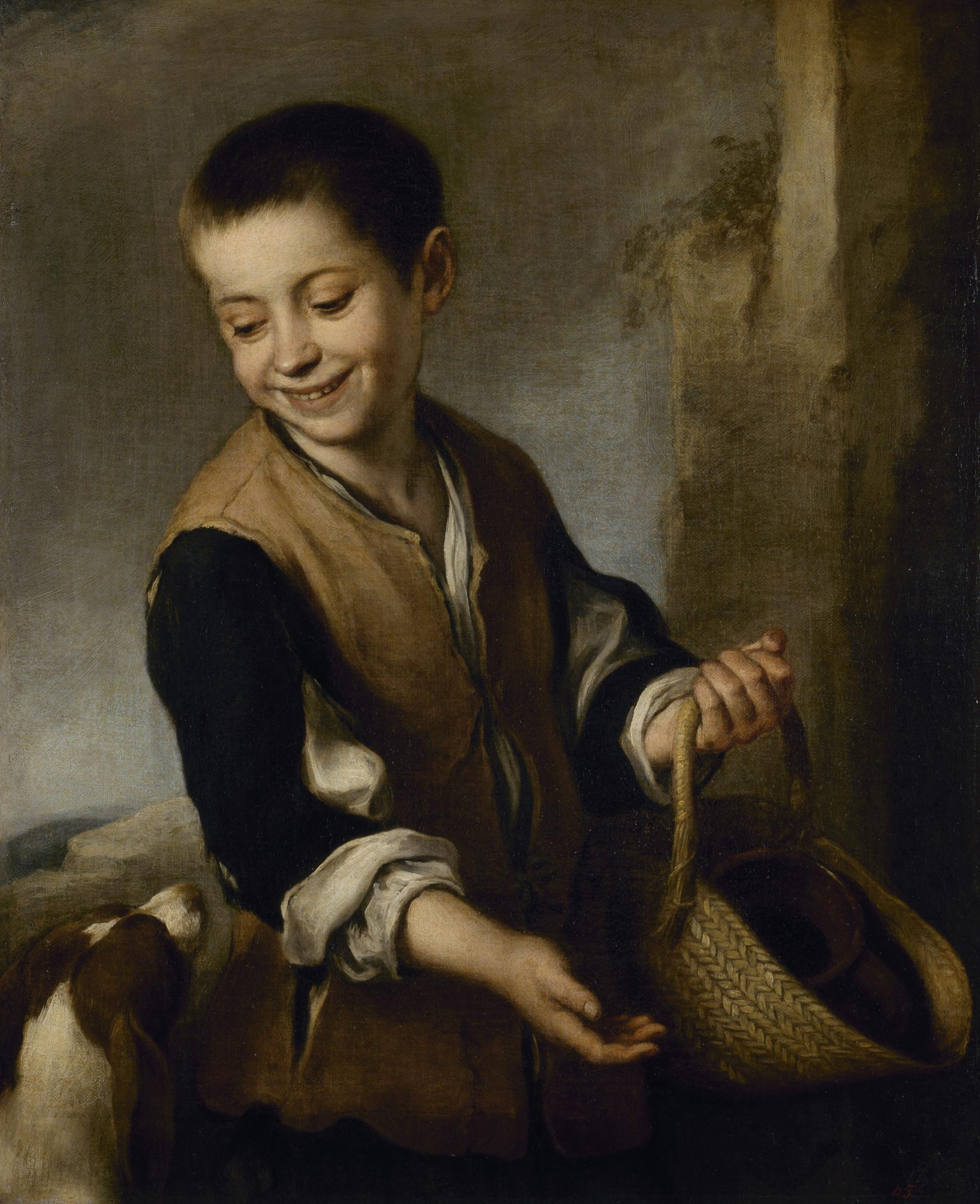
Copil și câine (1655-1670)
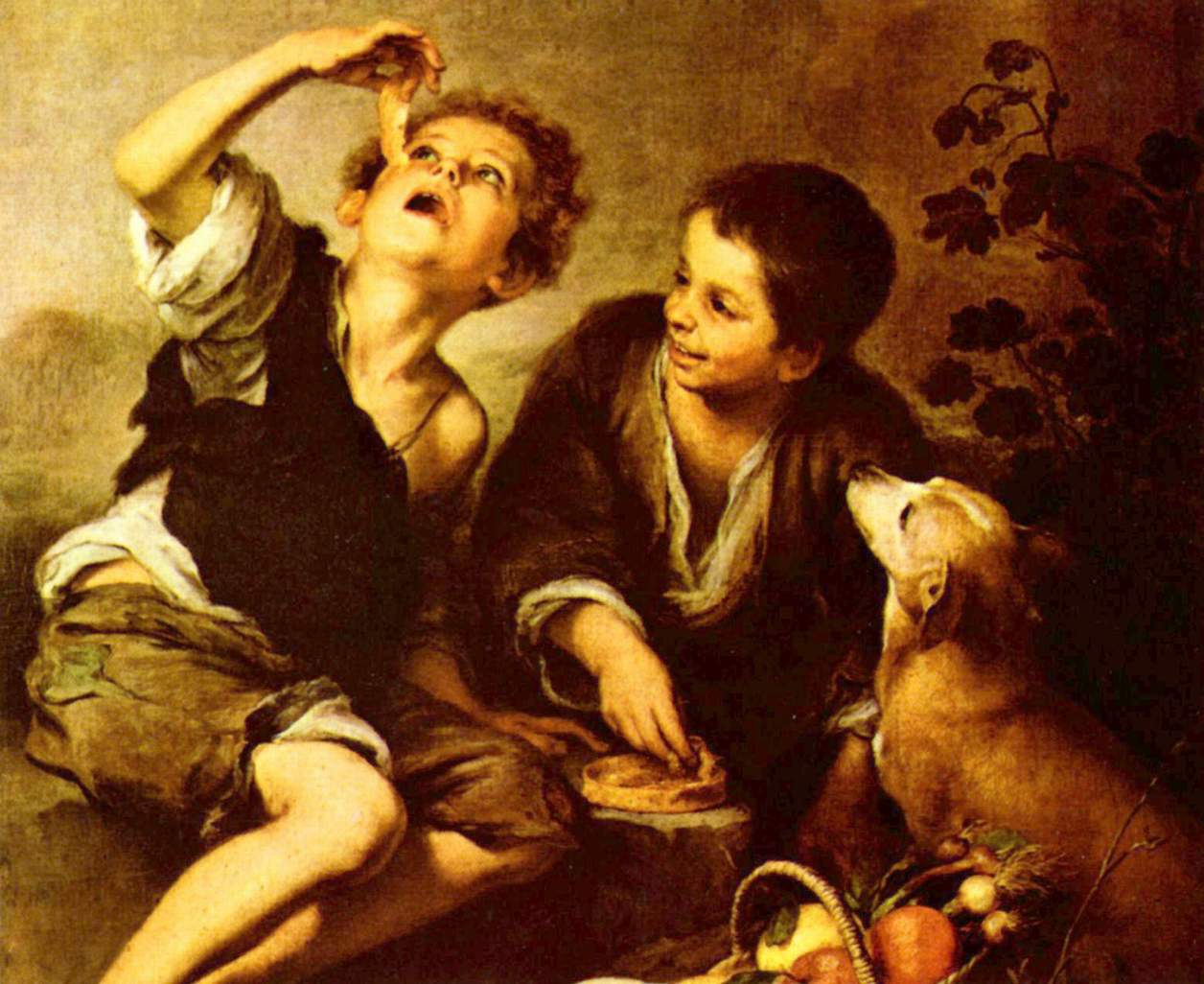
Prânzul (1665-1675)
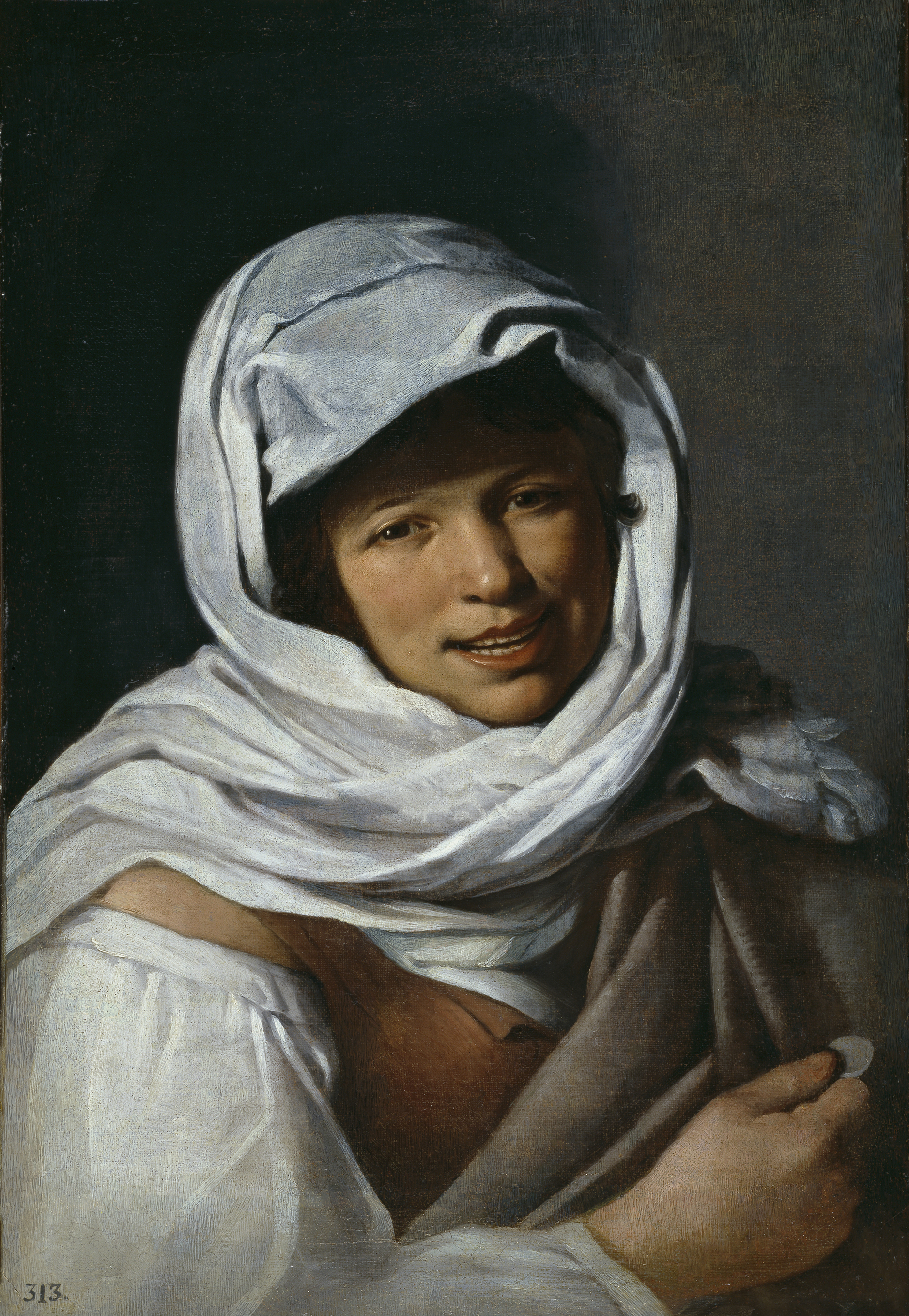
Portret de fată (1650)
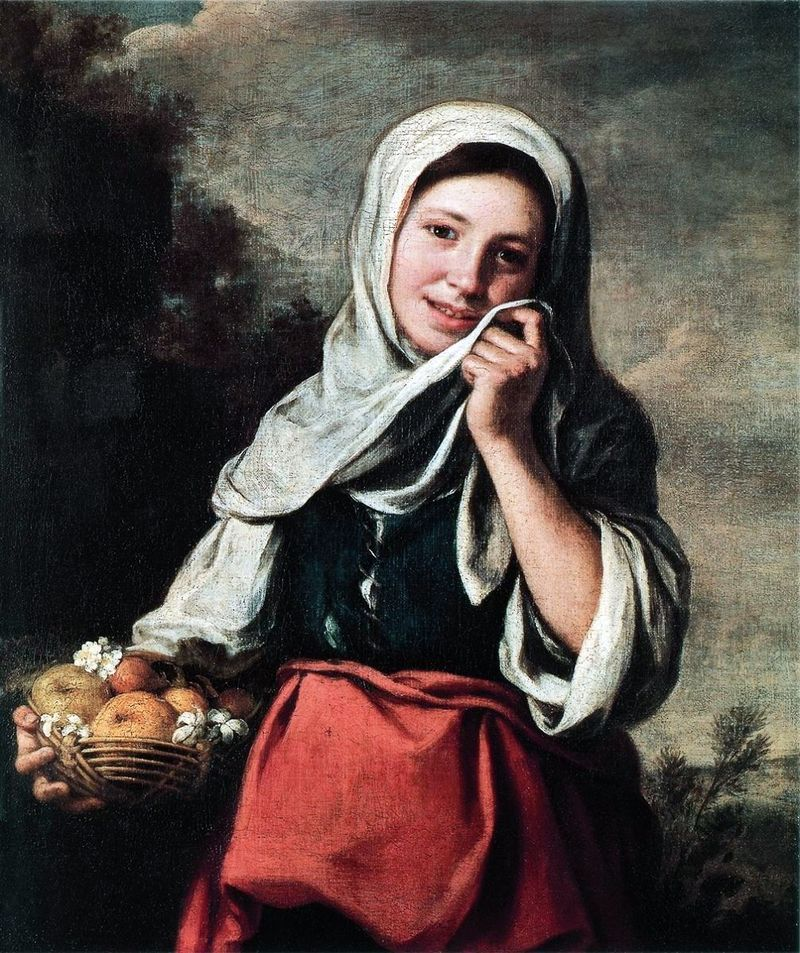
Fată cu fructe și flori (1655-1660)

## Bibliografíe
- F.M. Tubino (1864). Murillo: su época, su vida, sus cuadros. Sevilla.
- August Mayer (1913). Murillo. Stuttgart, Berlin.
- A. Seeman (1933). Murillo. Bérgamo.
- A. Muñoz (1942). Murillo. Novara.
- E. Lafuente Ferrari (1953). Breve historia de la pintura española. Madrid.
- Jonathan Brown (1976). Murillo and his drawings. Princeton.
- J.A. Gaya Nuño (1978). La obra completa de Murillo. Barcelona.
- J. Brown (1980). Imágenes e ideas en la pintura española del siglo XVII. Madrid.
- Angulo Íñiguez, Diego (1980). Murillo. I, Su vida, su arte, su obra. Espasa-Calpe, Madrid.
- Angulo Íñiguez, Diego (1981). Murillo,. II, Catálogo crítico. Espasa-Calpe, Madrid.
- Angulo Íñiguez, Diego (1981). Murillo,. III, Láminas. Espasa-Calpe, Madrid.
- Catálogo de la exposición (1982). Murillo (1617-1682). Museo del Prado, Madrid-Royal Academy, Londres, Madrid.
- N. Ayala Mallory (1983). Bartolomé Esteban Murillo. Madrid.
- J. Gállego (1987). Visión y símbolos en la pintura española del Siglo de Oro. Madrid.
- Ye. Vaganova (1988). Murillo and His Time. Moscú.
- García Felguera, María de los Santos (1989). La Fortuna de Murillo (1682-1900). Diputación Provincial de Sevilla.
- Valdivieso González, Enrique (1990). Murillo, sombras de la tierra, luces del cielo. Madrid.
- N. Ayala Mallory (1991). Del Greco a la pintura de Murillo. La pintura española del Siglo de Oro 1556-1700. Madrid.
- Karin Hellwig (1991). Vom Reiz des Alltäglichen- Barolome Esteban de Murillo, in Henrik Karge Vision oder Wirklichkeit- die spanische Malerei der Neuzeit. Klinkhardt u.Biermann.
- F. Calvo Serraller (1991). Teoría de la pintura del Siglo de Oro. Madrid.
- Valdivieso González, Enrique (1994). Murillo. Alianza, D.L., Madrid.
- Encyclopedic Dictionary (1999). Painting of Europe. XIII-XX centuries. Iskusstvo, Moscú.